# Холерный токсин
Холерный токсин (холероген) — мультисубъединичный белковый экзотоксин, вырабатываемый холерным вибрионом. Вибрион (вирулентный штамм Vibrio cholerae[1] [2] секретирует холерный токсин после попадания бактерии в организм человека. Действие ХТ является причиной интенсивного обезвоживания после начала активной фазы холерной инфекции. При проникновении в клетки заражённого организма одна из субъединиц этого токсина катализирует АДФ-рибозилирование Gsα-компонента аденилатциклазы, что ведёт к её гиперактивации. Повышенная активность адениталциклазы приводит к нарушению транспорта ионов через мембрану клеток кишечника: снижается поступление ионов натрия (а с ними и воды) и увеличивается отток анионов (а с ними и воды). В результате происходит быстрая потеря воды клетками кишечника, которая в некоторых случаях доходит до двух литров в час.

## Структура
Холерный токсин представляет собою олигомерный белок, состоящий из шести субъединиц. Одна из этих субъединиц относится к типу A. Эта субъединица обладает каталитической активностью. Остальные пять субъединиц относятся к типу B. Они нужны для связывания холерного токсина с белком-рецептором человеческой клетки. Пространственная структура холерного токсина была получена Жангом и соавт. (Zhang et al.) в 1995.[3]
B субъединицы холерного токсина — представляют собой белки малого размера. Молекулярный вес B субъединицы составляет 12 кДа. В молекуле холерного токсина B субъединицы образуют кольцо. В A субъединице выделяют два домена, соединенных дисульфидной связью: A1 (CTA1) — это фермент, который присоединяет АДФ-рибозу к G-белкам, A2 (CTA2) имеет вид альфа-спирали, которая находится внутри пятичленного кольца, образованного B субъединицами.[4]
Структура холерного токсина, каталитический механизм и сиквенс схожи с колийным токсином.

## Патогенез
Холерный токсин проникает в клетки кишечного эпителия (энтероциты) посредством рецептор-зависимого эндоцитоза. В цитоплазме клетки дисульфидная связь между доменами A1 и A2 восстанавливается и A1 (CTA1) диссоциирует из комплекса. Субъединица A1 имеет способность присоединять АДФ-рибозу к тримерному Gsα-компоненту аденилатциклазы. В результате этой реакции аденилатциклаза активируется и начинает синтезировать цАМФ. В свою очередь цАМФ запускает сигнальный путь, который приводит к оттоку хлорид-ионов и других анионов из клетки через CFTR-каналы и к прекращению поступления в клетку ионов натрия. Дополнительные отток ионов натрия происходит совместно с анионами. Ионы натрия котранспортируются с молекулами воды, поэтому концентрация воды в клетке при этих процессах существенно снижается. Нарушение водно-солевого баланса приводит к диарее, при которой организм теряет до 2 литров воды в час. Происходит обезвоживание, а стул больного приобретает характерную консистенцию «рисового отвара» из-за отделившихся от стенки кишечника энтероцитов.
Примечательно, что коклюшный токсин (также пятисубъединичный белок AB5), который вырабатывает Bordetella pertussis действует на человеческий организм похожим образом за исключением того, что коклюшный токсин присоединяет АДФ-рибозу к Gαi субъединице, удерживая её в неактивном состоянии. Неактивность Gαi предотвращает ингибирование человеческой аденилат циклазы и увеличивает синтез цАМФ в клетке[6].

## Молекулярный механизм
После секреции субъединица B холерного токсина связывается с ганглиозидом GM1, расположенном на наружной клеточной мембране энтероцита. После связывания холерный токсин (весь комплекс целиком) поступает вовнутрь клетки посредством эндоцитоза. На этом этапе кольцо разрушается и за счет восстановления дисульфидных связей освобождается домен CTA1 прежде находившийся в составе субъединицы A. Эндосома попадает в аппарат Гольджи, где CTA1 взаимодействуют с шапероном эндоплазматического ретикулума, белковой дисульфидизомеразой, расплетается и транспортируется шапероном в район клеточной мембраны через канал Sec61. В мембране, CTA1 взаимодействует с оксидоредуктазой Ero1, CTA1 освобождается из комплекса с шапероном за счёт окисления и сворачивается таким образом, чтобы избежать убиквитинирования ферментами клетки и последующего разрушения.
После этого CTA1 связывается с фактором АДФ-рибозилирования 6 (Arf6), который стимулирует каталитическую активность CTA1. Таким образом, комплекс CTA1 и Arf6 расщепляет НАД, и переносит образовавшуюся АДФ-рибозу на G-белок, регуляторную субъединицу эндогенной аденилатциклазы. Это приводит к тому, что Gαs сохраняет способность связывать ГТФ, но теряет способность его гидролизовать, то есть остается в активированном состоянии. В результате в клетке накапливается цАМФ. В целом, его концентрация может возрасти более чем в 100 раз.

## Происхождение
Ген, который кодирует холерный токсин, мог появиться у V. cholerae за счет так называемого горизонтального переноса генов. Вирулентные штаммы холерного вибриона заражены бактериофагом CTXf или CTXφ;.[7]

## Применение
Несмотря на своё грозное название холерный токсин имеет довольно мирное применение.
В области исследования стволовых клеток холерный токсин широко используется в качестве добавки в культуральные среды. Это необходимо, чтобы предотвратить дифференцировку клеток и поддерживать в клеточной культуре определенный уровень пролиферации. Концентрация холерного токсина в культуральных средах составляет 0,1 нмоль/л.
Субъединица B, которая сама по себе не является цитотоксичной, используется в качестве трейсера. Суть метода состоит в том, что к субъединице B пришивается химическим путём флуоресцентная метка или антитело (молекула иммуноглобулина G). Связываясь с клеткой, несущей специфичный ганглиозид, модифицированная субъединица B метит клетку.

## Безопасность
Патогенность холерного токсина как такового в виде раствора, аэрозоля и т. п. представляется сомнительной. Белок как таковой не нарабатывается in vivo в отсутствие вибриона, его действие на клетки существенно ограничено во времени, к тому же, как все другие белки, он подвержен деградации в пищеварительном тракте.

## Коммерческая упаковка
На рынке биопрепаратов холерный токсин продается небольшими партиями, например Sigma-Aldrich, фасовками по 10 мг, что сводит к минимуму риск при его умышленном или нецелевом использовании вне стен научной лаборатории.